# خطوط هوایی تاسمانی
خط هوایی تاسمانی (به انگلیسی: Airlines of Tasmania) یک شرکت هواپیمایی با کد یاتا FO است که در ۱۹۷۸ میلادی تأسیس شده‌است. دفتر مرکزی خط هوایی تاسمانی در هوبارت، تاسمانی، استرالیا واقع شده‌است و به ۴ مقصد، پرواز انجام می‌دهد.